# Củ gấu tàu
Củ gấu tàu hay cói gấu tàu (danh pháp khoa học: Cyperus esculentus) là loài thực vật có hoa trong họ Cói. Loài này được L. mô tả khoa học đầu tiên năm 1753.

## Hình ảnh

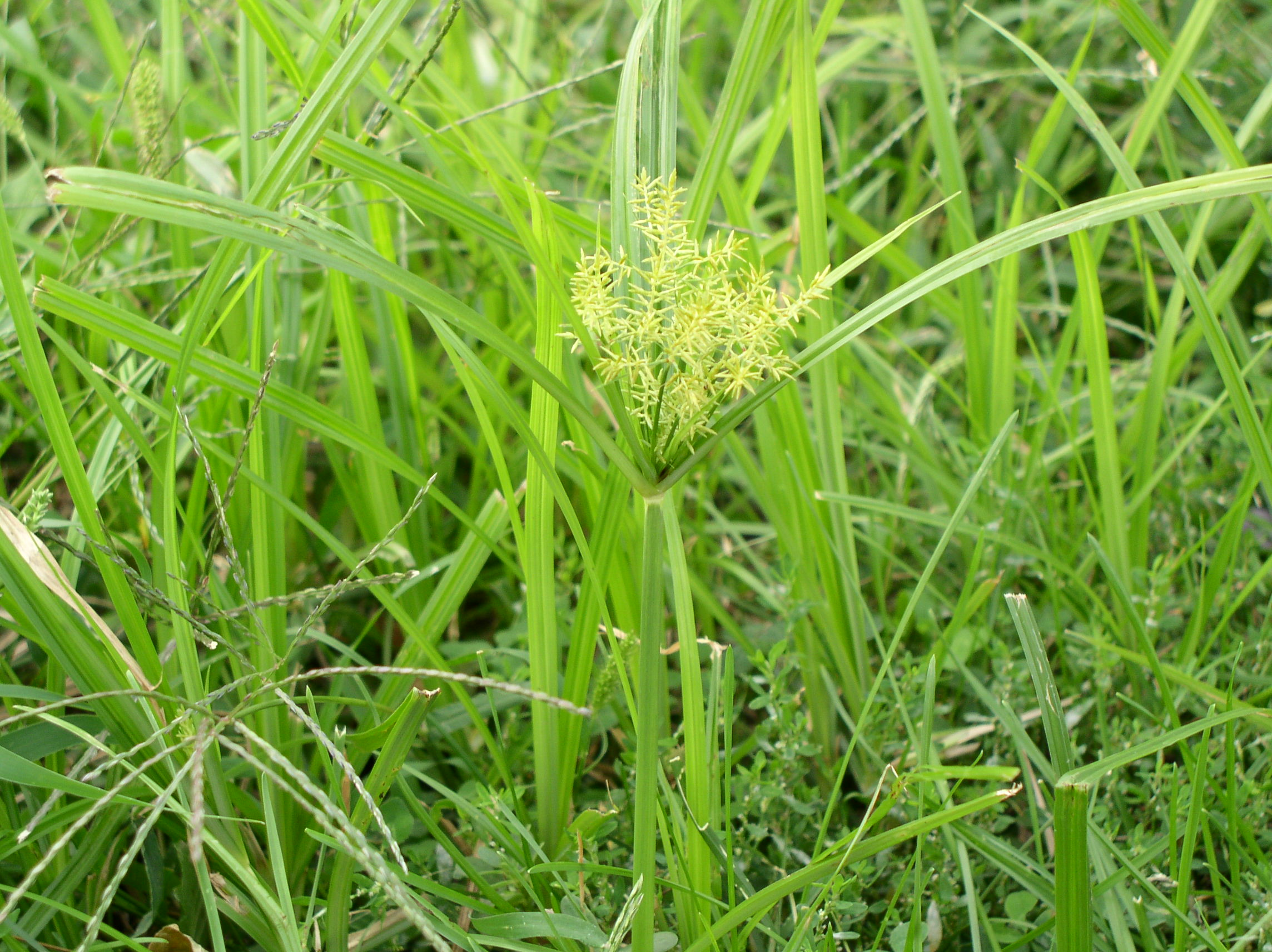
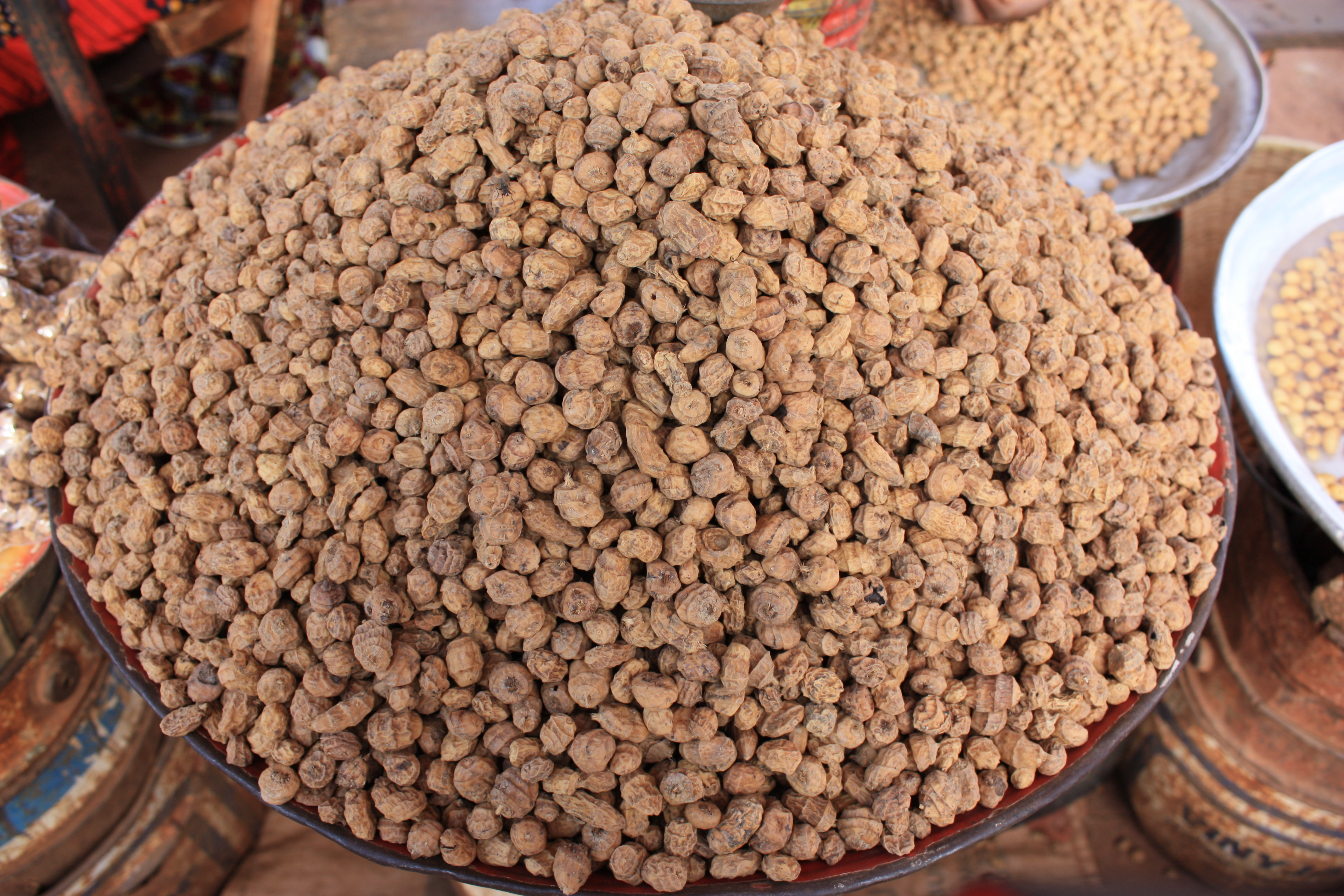